# دیپ‌واتر هاریزون
دیپ‌واتر هاریزون (به انگلیسی: Deepwater Horizon) یک سکوی حفاری شناور با طول ۱۱۲ متر (۳۶۷ فوت) و ارتفاع ۹۷٫۴ متر (۳۲۰ فوت) بود. این سکوی حفاری به سفارش شرکت سویسی ترانس اوشین در سال ۱۹۹۸ میلادی در کره جنوبی شروع به ساخت شد و در سال ۲۰۰۰ میلادی و پس از دو سال به اتمام رسیده و به آب انداخته شد و از سال ۲۰۰۱ الی ۲۰۱۳ به همراه کارکنان و مهندسین به شرکت بزرگ بی پی یا بریتیش پترولیوم اجاره داده شد. عمیق‌ترین چاه نفت به طول ۱۰۶۸۵ متر و عمق ۱۰۶۸۲ متر در سال ۲۰۰۹ میلادی در نزدیکی سواحل جنوب شرقی آمریکا توسط این سکو حفاری شد. اما در در بیستم آوریل سال ۲۰۱۰ در خلیج مکزیک پس از اتمام عملیات حفاری و در حین انجام تست‌های نهایی با یک فوران غیرقابل کنترل دچار حادثه گشته و به دنبال آن منفجر شد. در این حادثه ۱۱ نفر از کارکنان جان خود را از دست دادند. این حادثه بزرگترین حادثه نفتی فراساحل آمریکا تا بدین روز می‌باشد که اثرات منفی و مخرب زیادی از جمله زیست‌محیطی در پی داشت. عملیات اطفای حریق چاه نفت که زبانه‌های آن همچون گوی آتشین تا شعاع بیش از ۶۵ کیلومتری قابل مشاهده بود، ۸۷ روز طول کشید. در این مدت چهار میلیون و نهصد هزار بشکه نفت به دریا نشت کرد.

## فیلم سینمایی
در سال ۲۰۱۶ بر اساس اتفاقاتی که در این سکوی نفتی رخ داد فیلمی به نام دیپ‌واتر هورایزن توسط پیتر برگ ساخته شد و بازیگرانی همچون مارک والبرگ، کرت راسل، جان مالکوویچ، جینا رادریگز در آن ایفای نقش کردند.